# يوان بوريلون
يوان بوريلون (بالفرنسية: Yoann Bourillon)‏ هو لاعب كرة قدم فرنسي في مركز الوسط، ولد في 9 أغسطس 1982 في لافال في فرنسا. لعب مع ستاد لافالوا ونادي بريوتشين ويو أس أفرانش.

## وصلات خارجية
- يوان بوريلون على موقع قاعدة بيانات كرة القدم.إي يو (الإنجليزية)
- يوان بوريلون على موقع ليكيب (الفرنسية)
- يوان بوريلون على موقع Soccerway.com (الإنجليزية)
- يوان بوريلون على موقع عالم كرة القدم.نت (الإنجليزية)
- يوان بوريلون على موقع GSA (الإنجليزية)